# Cuscús de les Moluques
El cuscús de les Moluques (Phalanger ornatus) és una espècie de marsupial de la família dels falangèrids. És endèmic d'Indonèsia.